# Balogh Rudolf
Balogh Rudolf, születési nevén Balogh Adolf (Budapest, 1879. szeptember 1. – Budapest, Józsefváros, 1944. október 9.) fotóművész, a magyaros stílus néven ismert fotográfiai irányzat egyik megteremtője és legjelesebb képviselője.

## Munkássága
Balogh Sámuel (1847–1921) felügyelő és Weisz Zsófia (1852–1917) gyermekeként született zsidó családban. Elemi iskolai tanulmányait a fővárosban végezte, majd családjával Győrbe költözött. 1902-ben visszatelepült Budapestre, és a következő évben megnyitotta első műtermét. 1914-ben a Váci utcában nyílt meg a városszerte ismertté váló műterme. 1914-ben megindította a Fotoművészet című szaklapot, de az első világháború kitörése miatt csak három szám jelent meg. A háború alatt a cs. és kir. hadseregnél működött haditudósítóként, s több mint 800 képe jelent meg a Vasárnapi Ujságban. 1923-ban kikeresztelkedett az evangélikus vallásra. 1924-től 1934-ig az Est-lapok munkatársa volt. 1925. május 26-án Újpesten házasságot kötött Ruchietl Olga Máriával. Az 1930-as évektől a Magyar Film Iroda laboratóriumát vezette. Jelentős szerepet játszott az amatőrmozgalmakban. 1930-ban a Fotoművészeti Hírek szerkesztője. Halálát agyvérzés okozta.
Műveiben elsősorban az Alföldet, a falusi életet és az állatok világát örökítette meg, de a Baradla-barlangban is fényképezett.
A nevét viselő, 1992-ben alapított Balogh Rudolf-díj a magyar fotográfia legrangosabb szakmai díja.